# Arimaa
Arimaa er et brætspil for 2 personer. Det er opfundet af Omar Syed efter at han havde fulgt Deep Blues sejr over Garry Kasparov i en skakmatch. Dette inspirerede Omar til at udvikle et spil, der var vanskeligt for computere at spille, men samtidigt simpelt nok til, at hans 4-årige søn kunne lære reglerne.